# Campionati europei di atletica leggera indoor 1988 - Salto in alto maschile
La gara di salto in alto maschile si è tenuta il 5 marzo 1988 presso lo stadio Sportcsárnok di Budapest.

## Risultati

### Finale
| Record mondiale       | Carlo Thränhardt | 2,42 m | Berlino | 26 febbraio 1988 |
| Record dei Campionati | Patrik Sjöberg   | 2,38 m | Liévin  | 21 febbraio 1987 |
| Capolista stagionale  | Carlo Thränhardt | 2,42 m | Berlino | 26 febbraio 1988 |

Sabato 5 marzo 1988.
| Pos     | Atleta             | Nazionalità    | 2,15 | 2,20 | 2,24 | 2,28 | 2,32 | 2,35 | 2,38 | 2,41 | 2,44 | Risultato |
| ------- | ------------------ | -------------- | ---- | ---- | ---- | ---- | ---- | ---- | ---- | ---- | ---- | --------- |
| Oro     | Patrik Sjöberg     | Svezia         | –    | –    | –    | –    | –    | –    | –    | –    | –    | 2,39 m    |
| Argento | Dietmar Mögenburg  | Germania Est   | –    | –    | –    | –    | –    | –    | –    | –    |      | 2,37 m    |
| Bronzo  | Sorin Matei        | Romania        | –    | –    | –    | –    | –    | –    |      |      |      | 2,35 m    |
| 4       | Fabrizio Borellini | Italia         | –    | –    | –    | –    | –    | –    |      |      |      | 2,30 m    |
| 5       | Róbert Ruffini     | Cecoslovacchia | –    | –    | –    | –    | –    |      |      |      |      | 2,27 m    |
| 6       | Georgi Dakov       | Jugoslavia     | –    | –    | –    | –    | –    |      |      |      |      | 2,27 m    |
| 7       | Daniele Pagani     | Italia         | –    | –    | –    | –    | –    |      |      |      |      | 2,27 m    |
| 8       | Gyula Németh       | Ungheria       | –    | –    | –    | –    | –    | –    |      |      |      | 2,24 m    |
| 8       | Carlo Thränhardt   | Germania Ovest | –    | –    | –    | –    | –    |      |      |      |      | 2,24 m    |
| 10      | Håkon Särnblom     | Norvegia       | –    | –    | –    | –    | –    |      |      |      |      | 2,24 m    |
| 11      | Dalton Grant       | Regno Unito    | –    | –    | –    | –    |      |      |      |      |      | 2,24 m    |
| 12      | Hrvoje Fižuleto    | Jugoslavia     | –    | –    | –    | –    |      |      |      |      |      | 2,20 m    |
| 13      | Gerd Nagel         | Germania Ovest | –    | –    | –    | –    |      |      |      |      |      | 2,15 m    |
| 14      | Murat Ayaydin      | Turchia        | –    | –    | –    | –    |      |      |      |      |      | 2,15 m    |

### Classifica
| Pos.    | Atleta             | Età | Nazione        | Misura | Note                          |
| ------- | ------------------ | --- | -------------- | ------ | ----------------------------- |
| Oro     | Patrik Sjöberg     | 23  | Svezia         | 2,38 m |                               |
| Argento | Dietmar Mögenburg  | 26  | Germania Est   | 2,37 m |                               |
| Bronzo  | Sorin Matei        | 24  | Romania        | 2,35 m | Miglior prestazione personale |
| 4       | Fabrizio Borellini | 19  | Italia         | 2,30 m | Record nazionale              |
| 5       | Róbert Ruffini     | 21  | Cecoslovacchia | 2,27 m |                               |
| 6       | Georgi Dakov       | 20  | Jugoslavia     | 2,27 m |                               |
| 7       | Daniele Pagani     | 21  | Italia         | 2,27 m | Miglior prestazione personale |
| 8       | Gyula Németh       | 28  | Ungheria       | 2,24 m | Miglior prestazione personale |
| 8       | Carlo Thränhardt   | 30  | Germania Ovest | 2,24 m |                               |
| 10      | Håkon Särnblom     | 22  | Norvegia       | 2,24 m | Miglior prestazione personale |
| 11      | Dalton Grant       | 21  | Regno Unito    | 2,24 m |                               |
| 12      | Hrvoje Fižuleto    | 25  | Jugoslavia     | 2,20 m |                               |
| 13      | Gerd Nagel         | 30  | Germania Ovest | 2,15 m |                               |
| 14      | Murat Ayaydin      | 22  | Turchia        | 2,15 m | Miglior prestazione personale |